# La Bastide-de-Bousignac
 La Bastide-de-Bousignac  es una población y comuna francesa, en la región de Mediodía-Pirineos, departamento de Ariège, en el distrito de Pamiers y cantón de Mirepoix.

## Demografía
| 276 | 251 | 248 | 296 | 311 | 327 |
| Para los censos de 1962 a 1999 la población legal corresponde a la población sin duplicidades (Fuente: INSEE [Consultar]) |     |     |     |     |     |

## Personajes relacionados
- Roger Senié, alcalde de la comuna desde las elecciones del 19 de octubre de 1947.[3]